# توم وجيري: السريع والمكسو بالفراء
فيلم توم وجيري (السرعة في السباق) أو بالإنجليزية (The Fast And The Furry) هو أول فيلم كرتوني مليء بالمتعة والتشويق من سلسلة توم وجيري حاز على 10 جوائز اوسكار بلقب أفضل فيلم سنة 1990، من تاليف جوزيف باربيرا مع وليام هانا الذي كان شريكا له.

## قصة الفيلم
ترتكز احداث الفيلم حول رغبة توم وجيري في السباق مع بقية الشخصيات الأخرى لفوز واحد منهم فقط بمفتاح القصر الجميل بعد مشاهدتهما ذلك الإعلان على شاشة التلفاز، وبعد السباقات الكثيرة والمنافسات الخطيرة التي توفي فيها بعض الشخصيات، فازا توم وجيري بذلك المفتاح، وتقع هناك في القصر الجميل مطاردات مثيرة بين توم وجيري التي اختتمت بها هذا الفيلم.

## شخصيات الفيلم
القط توم هو قط أزرق رمادى اللون يعيش حياة مدللة للغاية وهو حاد الطباع ومرفه.
الفار جيري هو فأر منزلى بنى اللون يعيش في منزل سيدة توم وهو إنتهازى ويعتمد على ذاته بالإضافة إلى امتلاكه قوة كبيرة مقارنة بجسمه كما أنه يملك ذكاء حاد مما يعطيه ميزة كبيرة على توم.
الكلب سبايك الذي ياتي في بعض من الحلقات كحلقة لحب وحلقة الصيد وهو في بعض الحلقات أحياناً يبدأ بكره الفأر جيري بسبب عمله مع توم.
شخصيات أخرى هي التي اكملت طابع احداث هذا الفيلم، والتي عملت دورا كبيرا في اثارة المتعة والتشويق.

## معالم الفيلم
المنزل وهو مكان اقامة السيدة التي تعتني بالقط توم، ودائما ما يرد جميلها بتخريب المنزل وتكسيره أثناء غيابها في محاولة اصطياد الفار جيري.
مكان السباق وقد اسس مكان السباق على امكنة متعددة: في الطريق - في البحر - في الثلج - في الصحراء...
القصر الجميل وهو المكان الخلاب الذي يطمح المتسابقون للفوز بمفتاحه.

## بث الفيلم
يعرض هذا الفيلم حاليا على شكل اقراص DVD بشكل مترجم مع أنه له نسخة مدبلجة، وتم توقيف عرضه على اقراص VCD بشكل نهائي،
ويبث في بعض القنوات الاجنبية الخاصة بالأطفال بشكل متفاوت مثل قناة: CARTOON NETWORK...

## اقبالات الفيلم
نظرا لمغامراته الكوميدية المثيرة للضحك واستمتاع الأطفال الحقيقي أثناء مشاهدته، وهو يتحدث عن موضوع السرعة في السباق بين توم وجيري وبقية الشخصيات الأخرى، شهد إقبالا كثيفا من طرف مشاهديه.

## وصلات خارجية
- توم وجيري: السريع والمكسو بالفراء على موقع IMDb (الإنجليزية)
- توم وجيري: السريع والمكسو بالفراء على موقع روتن توميتوز (الإنجليزية)
- توم وجيري: السريع والمكسو بالفراء على موقع نتفليكس (الإنجليزية)
- توم وجيري: السريع والمكسو بالفراء على موقع قاعدة بيانات الأفلام العربية
- توم وجيري: السريع والمكسو بالفراء على موقع ألو سيني (الفرنسية)
- توم وجيري: السريع والمكسو بالفراء على موقع أول موفي (الإنجليزية)
- توم وجيري: السريع والمكسو بالفراء على موقع فيلمافينيتي (الإسبانية)
- توم وجيري: السريع والمكسو بالفراء على موقع قاعدة بيانات الفيلم (الإنجليزية)
- توم وجيري: السريع والمكسو بالفراء على موقع ليتربوكسد (الإنجليزية)
- توم وجيري: السريع والمكسو بالفراء على موقع كينوبويسك (الروسية)

توم وجيري يحتوي مسلسل توم وجيري على مشاهد العنف فتوم دائما يحاول إيذاء جيري بجميع أنواع الأسلحة تقريبا من العصا للطلقات النارية للمتفجرات كما أن جيري أحيانا يعرض توم للتيار الكهربي أو يسقط علي رأسه أشياء ثقيلة ولهذا فرغم الشعبية الكبيرة التي ينالها المسلسل إلا أنه يوصف بالعنف المفرط لكن المدافعين عن المسلسل الكرتوني يذكرون بأنه لا يوجد دماء أو طعنات في أي مشهد من المشاهد.